# Luigi Ricci
Luigi Ricci (8. července 1805 Neapol – 31. prosince 1859 Praha) byl italský hudební skladatel a dirigent. Byl starším bratrem skladatele Federica Ricci, švagrem české zpěvačky Terezy Stolzové a otcem zpěvačky Lella Ricci a skladatele Luigi Ricci-Stolz.

## Život
Luigi Ricci vstoupil ve věku devíti let na neapolskou konzervatoř Conservatorio di San Pietro a Majella, kde studoval housle a klavír u Giovanniho Furna a kompozici u Niccolò Antonio Zingarelliho. Svou první operu napsal ještě během studia na konzervatoři v roce 1823. Následovala celá řada oper uváděných převážně v divadle Teatro Nuovo. Na mnoha operách spolupracoval se svým bratrem Federicem. Největší úspěch sklidil operami Chiara di Rosembergh a Un'avventura di Scaramuccia uvedenými ve Scale v letech 1831 a 1834, které ho učinily známým po celé Evropě.
V roce 1837 upadl díky svému extravagantnímu stylu života do finančních problémů a byl nucen přijmout stálé místo dirigenta v Terstu a po 7 let nesložil žádnou operu. V Terstu se seznámil se sestrami české zpěvačky Terezy Stolzové, Františkou a Ludmilou, identickými dvojčaty. Obě byly rovněž zpěvačky a účinkovaly v divadle Teatro Grande (dnes Teatro Lirico Giuseppe Verdi) provozovaným jejich bratrem Václavem. Zamiloval se do obou a napsal pro ně operu La solitaria delle Asturie, která byla uvedena v roce 1847 v Oděse, kde byl jejich další bratr Antonín, hobojista a klavírista, v té době učitelem hudby. S Ludmilou se posléze po návratu do Terstu oženil (aniž by však Františku opustil). V Terstu vynikl zejména jako dirigent. 25. října 1848 zde řídil světovou premiéru Verdiho opery Korsár.
V roce 1850 zkomponoval se svým bratrem komickou operu Crispino e la comare, která je od svého uvedení v Benátkách v divadle Teatro San Benedetto považována za nejlepší italskou komickou operu té doby.
V roce 1859, krátce po uvedení své poslední opery Il diavolo a quattro podlehl duševní chorobě a dožil v ústavu pro choromyslné v Praze. Je pohřben na Olšanských hřbitovech.

## Dílo

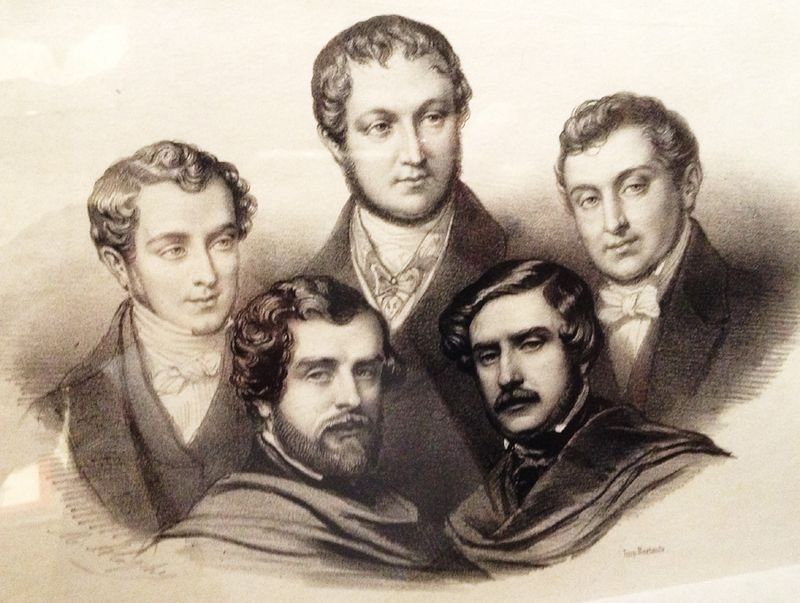
Gioacchino Rossini, Vincenzo Bellini, Ricci, Saverio Mercadante a Gaetano Donizetti

- L’impresario in angustie (libreto G. M. Diodati, Neapol, Conservatorio, 1823)
- La cena frastornata (libreto Andrea Leone Tottola, Neapol, Teatro Nuovo, 1824)
- L’abbate Taccarella (hráno také pod názvy La gabbia de’ matti a Aladino, libreto Andrea Leone Tottola, Neapol, Teatro Nuovo, 1825)
- Il sogno avverato (libreto Andrea Leone Tottola, Neapol, Teatro Nuovo, 1825)
- Il diavolo condannato a prender moglie (Il diavolo mal sposato) (libreto Andrea Leone Tottola, Neapol, Teatro Nuovo, 1827)
- La lucerna di Epitteto (libreto G. Checcherini, Neapol, Teatro Nuovo, 1827)
- Ulisse in Itaca (libreto Domenico Gilardoni, Neapol, Teatro San Carlo, 1828)
- Colombo (libreto Felice Romani, Parma, Teatro ducale, 1829)
- L’orfanella di Ginevra (Amina) (libreto Jacopo Ferretti, Řím, Teatro Valle, 1829)
- Il sonnambulo (libreto Jacopo Ferretti, Řím, Teatro Valle, 1829)
- L’eroina del Messico ovvero Fernando Cortez (libreto Jacopo Ferretti, Řím, Teatro Tordinona, 1830
- Annibale in Torino (libreto Felice Romani, Turín, Teatro Regio, 1830)
- La neve (libreto Felice Romani, Milán, Teatro Cannobiana, 1831)
- Chiara di Rosembergh (libreto Gaetano Rossi, Milán, Scala, 1831)
- Il nuovo Figaro (libreto Jacopo Ferretti, Parma, Teatro ducale, 15. Februar 1832
- I due sergenti (libreto Felice Romani, Milán, Teatro alla Scala, 1833)
- Un’avventura di Scaramuccia (libreto Felice Romani, Milán, Teatro alla Scala, 1834)
- Eran due, or son tre ovvero Gli esposti (libreto Jacopo Ferretti, Turín, Teatro Angennes, 1834)
- Chi dura vince ovvero La luna di miel (libreto Jacopo Ferretti, Řím, Teatro Valle, 1834)
- Il colonello (La donna colonello) (libreto Jacopo Ferretti, Neapol, Teatro del Fondo, 1835, spolupráce Federico Ricci)
- La serva e l’ussero (Pavia, Teatro Compadroni, 1835)
- Chiara di Montalbano in Francia (libreto Gaetano Rossi, Milán, Teatro alla Scala, 1835)
- Il disertore per amore (libreto Jacopo Ferretti, Neapol, Teatro del fondo, 1836, spolupráce Federico Ricci)
- Le nozze di Figaro (libreto Gaetano Rossi, Milán, Teatro alla Scala, 1838)
- La solitaria delle Asturie (libreto Felice Romani, Oděsa, Teatro Italiano, 1845)
- L’amante di richiamo (libreto F. Dall’Ongaro, Turín, Teatro Angennes, 1846; spolupráce Federico Ricci)
- Il birraio di Preston (libreto F. Guidi, Florencie, Teatro della Pergola, 1847)
- Crispino e la comare (libreto Francesco Maria Piave, Benátky, Teatro San Benedetto, 1850, spolupráce Federico Ricci)
- La festa di Piedigrotta (libreto M. D’Arienzo, Neapol, Teatro Nuovo, 1852)
- Il diavolo a quattro (libreto Gaetano Rossi, Terst, Teatro Armonia, 1859)